# Peperomia hirta
Peperomia hirta es una especie de planta de flores de la familia Piperaceae que cuenta con una amplia distribución, ya que se encuentra desde el sur de México hasta el norte de Sudamérica.
Una planta de hoja perenne con pequeñas espigas de diminutas flores y hojas elípticas de color gris verdoso, que a diferencia de la mayoría de las especies de peperomia, poseen una capa de delgados vellos, dándole una apariencia sedosa.

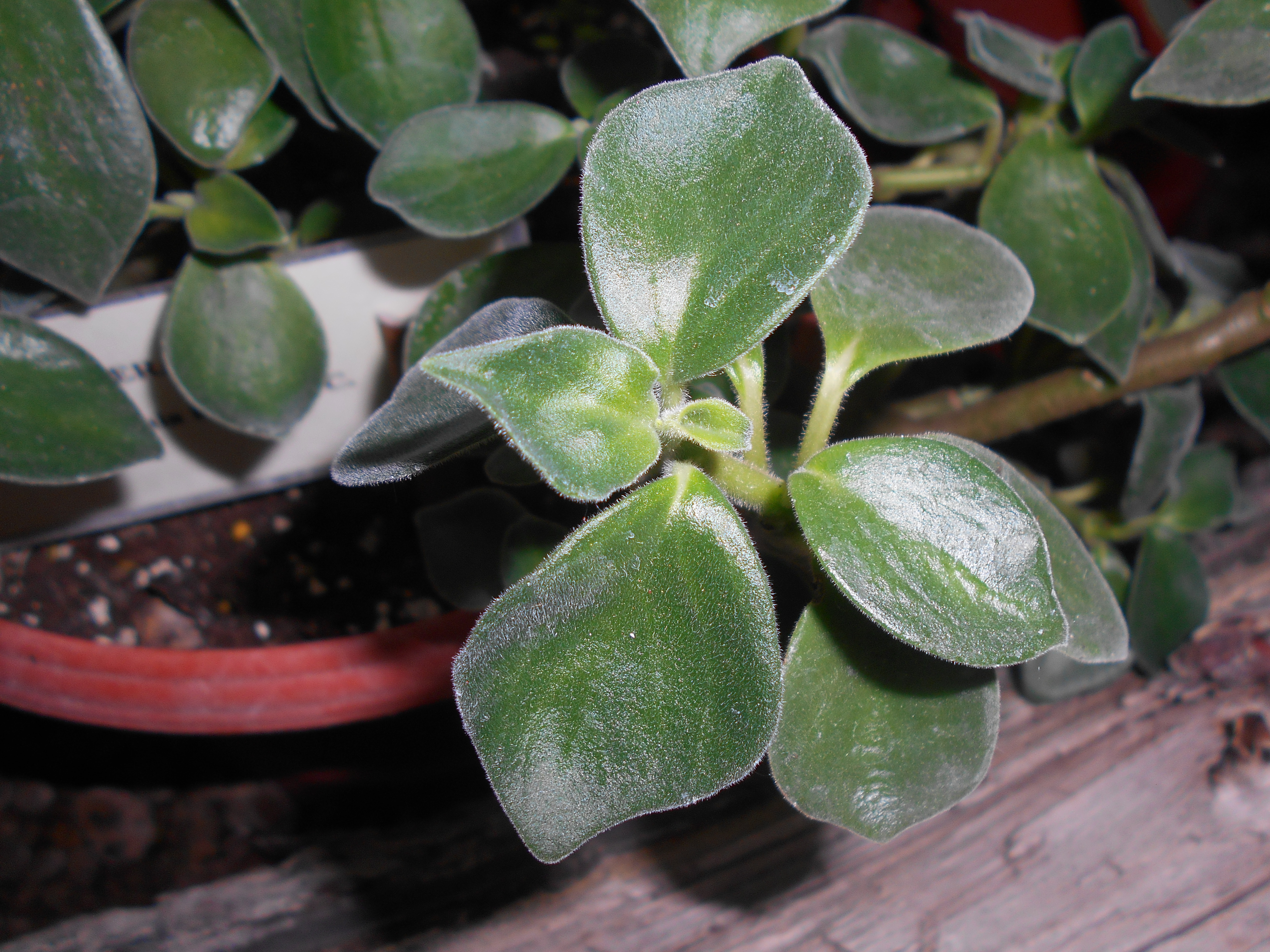
Detalle de las hojas.